# 灰色軟件
灰色軟件（Greyware或Grayware），又稱「資安威脅程式」。這個名詞是由趨勢科技發明，用來泛指所有不被認為是電腦病毒或木馬程式，但會對你所在機構的網絡上所使用的電腦的效能造成負面影響、並引致網絡的保安受損的軟件。根據這個定義，灰色軟件大致包含了以下幾項：
1. 間諜軟件 (Spyware)
2. 廣告軟件 (Adware)
3. 撥號軟件 (Dialer)
4. 搞笑軟件 (Joke program)
5. 入侵軟件 (“Hacker” tools)
6. 遙控軟件 (Remote access tools)

通常灰色軟件會做出一系列用戶不希望遇見、或感到具威脅的行為。這些行為包括：透過弹出式广告來恫嚇用戶、暗中記錄用戶的鍵擊、或使用戶的電腦暴露於攻擊之下。

## 灰色軟件的種類

### 間諜軟件
間諜軟件（Spyware）是一種安裝在電腦上，用於記錄用戶網頁瀏覽喜好的軟體。在用戶上線的時候，間諜軟體會將這些資訊傳送給其作者，或其他對於這類資訊有興趣的團體。間諜軟體經常與一些「免費下載」的軟體一齊下載，且不會告知用戶其存在，或詢問用戶安裝其軟體元件的許可。間諜軟體收集的資料可能包含了用戶的擊鍵，也就是說諸如登入帳號、密碼和信用卡號等私密資料將非常容易被竊取、收集，並傳送並給第三方。

### 廣告軟件
廣告軟件（Adware）是一種會在瀏覽器中顯示廣告的軟體。儘管許多使用者認為其具有侵略性，但它並未被分類於惡意軟體之中。廣告軟體經常在系統中造成惱人效果，例如不斷的彈出電腦網路或系統效能低落的廣告。廣告軟體通常經由與特定免費軟體搭配分別安裝。 許多使用者未經詳查，不慎地經由同意免費軟體的最終用戶授權協定（EULA），而安裝了廣告軟體。廣告軟體也經常與間諜軟體串連起來安裝。上述兩種軟體相互依賴滿足各自功能，也就是間諜軟體紀錄使用者的網路行為，廣告軟體則依據這些紀錄進行特定廣告。廣告軟體顯示廣告並收集例如網路瀏覽喜好等可作為往後對使用者進行廣告的資料。

### 撥號軟件
撥號軟件（Dialer）在灰色軟件的範疇中並不指一般讓互聯網用戶作撥號上網使用的軟件，因為通常這些軟件都可以依靠作業系統的內建功能。反而，有不少非法軟體引誘用戶下載、安裝，然後會把用戶的互聯網設定更改，並強逼用戶透過Modem撥打軟體內預設的付費電話號碼。這些付費電話有可能是在美國本土的付費電話號碼，但亦有不少是撥打至南太平洋島國的電話號碼，又或是美國在加勒比海地區的屬地的電話號碼。這些號碼，都會使撥號者需要負擔高昂的長途電話費，而用戶往往在受害後約一個月收到電話費收據時才會發現。不過，沒有安裝Modem的用戶則不受這些軟體影響。

### 搞笑軟件
搞笑軟件（Joke program）是一些會讓電腦作出古怪行為的軟體，例如：螢幕上下倒轉、或改變鼠标的形狀等。這些軟件未必會對用戶的電腦構成傷害，但亦有系統管理者會覺得這些軟件很麻煩，因為增添了他們應付用戶查詢的時間。所以這些軟件亦被列入為灰色軟件。

### 入侵軟件
入侵軟件（“Hacker” tools）通常都是一些協助腳本小子用來非法入侵他人電腦的現成軟件。由於腳本小子一般都缺乏高深的電腦科學水平，所以只懂得透過操控這些入侵軟件來達成非法入侵的目的。

### 遙控軟件
遙控軟件工具（Remote Access tools）本身不一定具有威脅性，反而很多都是商業上用來讓管理員管理其他電腦的工具。不過，一旦這些工具落入非法入侵者的手上，亦會成為入侵的工具，所以被歸類為灰色軟件。

## 取得網路存取權
間諜軟體以及其他的灰色軟體經常經由用戶下載帶有灰色軟體的安裝程式進入公司網路。灰色軟體經常使用 ActiveX 控制項。
大多數軟體程式都會附帶最終用戶授權協議(End User License Agreement, EULA)，用戶通常在下載前必須先接受它。通常 EULA 會包含其附帶之灰色軟體的資訊，告知用戶該程式通常用以蒐集用戶個人資訊；然而，用戶經常忽略掉這段資訊，或不瞭解其中用以描述應用程式的用語。

## 潛在的風險及威脅
在您的網路上，間諜軟體及其他的灰色軟體可能會潛在以下情況：
- 系統效能低落：為了進行其工作，灰色軟體經常大量耗用CPU和記憶體資源。

- 增多與網頁瀏覽器相關的當機: 特定種類的灰色軟體（如廣告軟體）經常用來創出蹦現式視窗或於頁框和工具列中顯示資訊。基於程式碼與系統程序互動的方式，灰色軟體有時會造成瀏覽器跳開或當機，有時甚至得重新啟動系統。

- 降低用戶工作效率：灰色軟體會讓用戶從他們主要的工作中造成不必要的分心，經由讓他們必須經常關閉蹦現視窗，以及處理搞笑軟體所造成之不必要的負面效果。

- 網路頻寬低落：灰色軟體經常規律地大量耗用您的網路頻寬，傳送其蒐集之資訊至您所在的區域網路內外。

- 個人或公司資料的損失：並非所有的灰色軟體都僅會紀錄網站造訪的紀錄。有些灰色軟體也會蒐集使用者名稱與密碼，可用以登入個人帳戶，如銀行帳戶，或您公司企業網路中的帳戶等。

- 更高的法律責任風險：若您網路中的電腦資源遭挾持，駭客便可利用您的電腦來發動攻擊或在您所在網外的電腦安裝灰色軟體。您的網路資源在這類活動的參與可能會使您的組織必須負上被由第三方造成之毀損之法律責任。

## 附註
1. ↑  主要以行銷為目的。